# Лишуйский диалект
Лишуйский диалект (кит. трад. 麗水話, упр. 丽水话, пиньинь líshuǐhuà) — диалект языка у, распространённый преимущественно в районе Ляньду городского округа Лишуй, который расположен на юго-западе провинции Чжэцзян.  

## Диалекты городского округа Лишуй
В состав городского округа Лишуй входят район Ляньду, городской уезд Лунцюань, уезды Цинтянь, Цзиньюнь, Юньхэ, Суйчан, Сунъян, Цинъюань и Цзиннино-Шэский автономный уезд. В каждом из этих районов и уездов существует собственная разновидность диалекта. Все они входят в подгруппу лишуйских диалектов (丽水小片). Среди них есть собственно лишуйский диалект, который распространён в центральной части округа — районе Ляньду.
В районе Ляньду также выделяют городской (城官话), бихуйский (碧湖话) и северный (北乡话) говоры. 

## Основные фонетические особенности
- Лишуйский диалект сохранил некоторые черты среднекитайского языка эпохи Тан[4]. Например, звонкие взрывные согласные /b-/, /d-/, /g-/, /dʑ-/, которые были утрачены в путунхуа, поэтому 爬 [pa] "ползать; взбираться" произносится как [buo]. Однако стоит отметить, что в сочетании определенных тонов звонкие согласные могут оглушаться. Например, 生病 [sa bieŋ] — [sa pieŋ].
- В данном диалекте различаются переднеязычные и среднеязычные палатализованные аффрикаты (z, с, s и j, q, x перед гласными i и ü).
- Также в нем сохраняется гортанная смычка /-ʔ/ в конце слога, что связано с наличием в диалекте входящего тона (入声).

В лишуйском диалекте также встречаются различные уменьшительно-ласкательные формы слов (小称), которые образуются тремя способами:
- С помощью добавления носовой финали /ŋ/
- С помощью добавления суффикса 儿 к слову (используется только для названий животных и растений)
- С помощью реализации гортанной смычки в последнем слоге

В результате каждого способа тон в последнем слоге изменяется.

## Фонология

### Инициали и финали
В лишуйском диалекте есть 28 инициалей, включая "нулевую инициаль" (零声母).  
| /p/ | /pʰ/ | /b/ | /m/ | /f/ | /v/ |
| /t/ | /tʰ/ | /d/ | /n/ |     | /l/ |
| /ʦ/ | /ʦʰ/ | /ʣ/ |     | /s/ | /z/ |
| /ʨ/ | /ʨʰ/ | /ʥ/ | /ȵ/ | /ɕ/ | /ʑ/ |
| /k/ | /kʰ/ | /ɡ/ | /ŋ/ | /x/ |     |

Также в лишуйском диалекте есть 48 финалей, включая финали /m/ и /ŋ/, которые могут образовывать самостоятельный слог. 

### Тоны
В лишуйском диалекте выделяется 7 тонов. 
|   | Название тона | Контур тона | Описание                    | Примеры    |
| 1 | 阴平          | 24          | Восходящий                  | 高, 天, 心 |
| 2 | 阳平          | 11          | Низкий ровный               | 皮, 蛇, 桶 |
| 3 | 阴上          | 544         | Высокий с лёгким понижением | 好, 讲, 雨 |
| 4 | 阴去          | 52          | Резко нисходящий            | 去, 四, 店 |
| 5 | 阳去          | 231         | Восходяще-нисходящий        | 大, 路, 汗 |
| 6 | 阴入          | 5           | Высокий ровный (краткий)    | 雪, 桌, 竹 |
| 7 | 阳入          | 23          | Восходящий (краткий)        | 毒, 六, 学 |

## Лексика
Лишуйский диалект, как и любой другой, обладает своими уникальными словами и выражениями. Ниже представлены некоторые из них:
| Китайский | Пиньинь        | Русский                                                                                |
| 阔马经    | kuò mǎjīng     | "не спеши" (= 慢慢走)                                                                  |
| 念白勺    | niànbáisháo    | "душевно беседовать, посиделки"                                                        |
| 有胚      | yǒupēi         | "эффектный, уверенный, крутой"                                                         |
| 才过没    | cái guò méi    | "жалкий, бедный" (= 可怜)                                                              |
| 眼火捏    | yǎnhuǒ niē     | "завидовать" (= 羡慕 с небольшим негативным оттенком)                                  |
| 色窝拔节  | sè wō bá jié   | "врать, нести чушь" (= 撒谎)                                                           |
| 接溜      | jiēliū         | "карманник" (редко используется, но ещё встречается в речи старшего поколения)         |
| 风餐铜额  | fēngcān tóngé  | буквально "глиняная печь и чугунный котёл", в переносном смысле — "неразлучные друзья" |
| 天否答地  | tiān fǒu dá dì | "нелепый, маловероятный, абсурдный"                                                    |

## Состояние диалекта на современном этапе
В результате глобализации, а также популяризации и продвижения путунхуа многие малочисленные китайские диалекты оказались под угрозой исчезновения, и лишуйский диалект не стал исключением. Старшее поколение, особенно в деревнях, чаще всего свободно говорит на диалекте, но среди молодежи уровень владения значительно ниже: большинство понимает отдельные фразы, но не может ничего сказать. Некоторые даже признаются, что их уровень английского языка выше, чем знание родного диалекта.
Местные власти, понимая важность сохранения лишуйского диалекта, приняли ряд мер, способствующих его популяризации.
- На новостном сайте Лишуя есть образовательно-развлекательная программа "Учимся говорить на лишуйском диалекте с Лао Баем" ("跟老白学丽水话"). Она представляет собой короткие видео об интересных словах и выражениях в лишуйском диалекте.
- Кроме того, в ряде школ и детских садов проводятся занятия по лишуйскому диалекту, что позволяет передавать его подрастающему поколению[3].

С 2011 по 2013 год в рамках проекта "Запись исчезающих голосов" ("记录逐渐消失的声音") осуществлялась работа по созданию архива диалектной речи. Все девять регионов Лишуя были включены в список ключевых территорий исследования. 
Целью проекта были сбор и систематизация аудиоматериалов и текстовых данных на местных диалектах. В материалы архива включены записи произношения слов, связанных с астрономией, географией, животными, едой, названиями родственников и так далее. Также в архиве есть записи фольклорных произведений и народных песен. В результате благодаря проекту была создана полная и систематизированная база лишуйских диалектов, которая представляет большую историческую и практическую ценность.